# 올렉산드르 쇼우코우스키
올렉산드르 볼로디미로비치 쇼우코우스키(우크라이나어: Олекса́ндр Володи́мирович Шовко́вський Oleksandr Volodymyrovych Shovkovskyi[*], 1975년 1월 2일, 소련 (우크라이나 SSR) 키이우 ~ )는 우크라이나의 전 축구 선수로, 포지션은 골키퍼였다.
그는 2006년 FIFA 월드컵에서 처녀출전한 우크라이나 축구 국가대표팀의 주전 골키퍼로 활약하였다. 우크라이나는 스페인과의 조별 예선 첫 경기에서 4:0으로 참패했지만 사우디아라비아, 튀니지와의 조별 예선 경기(사우디아라비아와의 경기에서는 4:0, 튀니지와의 경기에서는 1:0으로 승리함)에서는 그의 활약에 힘입어 연달아 승리를 기록했고 스페인과 함께 16강에 진출하였다. 스위스와의 16강전 경기에서 승부차기 키커로 나선 스위스 3명의 선수들의 슛을 연달아 막아내면서 우크라이나의 8강 진출을 이끌었다. 이 활약으로 이 경기의 공식 최우수 선수에 선정되었다.
1986년 고향 축구팀 디나모 키예프 유스팀에 입단, 93년 CSK ZSU 키예프로의 임대기간을 제외하곤 쭉 디나모 키예프에서만 골키퍼로 활약한 원클럽맨.
2016년 12월 13일 23년간 몸담은 디나모 키예프에서 현역 은퇴를 선언했다. 그때 나이 41세.

## 수상
디나모 키이우
- 우크라이나 프리미어리그 : 1993-94, 1994-95, 1995-96, 1996-97, 1997-98, 1998-99, 1999-00, 2000-01, 2002-03, 2003-04, 2006-07, 2008-09
- 우크라이나 컵 : 1995-96, 1997-98, 1998-99, 1999-00, 2002-03, 2004-05, 2005-06, 2006-07
- 우크라이나 슈퍼컵 : 2004, 2006, 2007, 2009, 2011
- CIS 컵 : 1996, 1997, 1998, 2002

개인
- UEFA 유로파리그 베스트 골키퍼 : 2011-12
- 2006년 FIFA 월드컵 맨 오브 더 매치 : vs. 스위스 (16강전)